# Lumières dans la nuit
Pour l’article ayant un titre homophone, voir Lumière dans la nuit.
Lumières dans la nuit (LDLN) est une revue bimestrielle française d'ufologie créée en 1958 par Raymond Veillith au Chambon-sur-Lignon en Haute-Loire. À la fin des années 1970, elle passait pour être la principale revue spécialisée française dans ce domaine. 
Joël Mesnard a dirigé LDLN de septembre 1988 à octobre 2014, depuis Brétigny-sur-Orge de 1988 à 1998 puis de Saint-Julien-l'Ars de 1998 à 2014.

## Historique

### De 1958 à 1988 (Raymond Veillith)
Après avoir correspondu avec Alfred Nahon, un psychologue-graphologue franco-suisse, fondateur en 1954 de l'Association mondialiste interplanétaire (AMI), Raymond Veillith, un astronome amateur, crée en février 1958 la revue Lumières dans la nuit (LDLN), qui devient l'organe d'un groupe d'études du même nom qui se consacre au départ à l'étude de ce qu'il appelle les « mystérieux objets célestes » ou « MOC » (en plus de publier des Pages supplémentaires bimestrielles réservées à des problèmes connexes).
Durant les années 1960, la revue recentre progressivement son intérêt sur le seul phénomène ovni. À partir de 1968, elle est imprimée et non plus ronéotypée. En 1969, le comité de rédaction de LDLN comprend, entre autres, le journaliste Aimé Michel, Raymond Veillith, Michel Monnerie et Fernand Lagarde[réf. souhaitée]. 
Dans les années 1970, le groupe se retrouve à la tête d'un important réseau de délégués régionaux, d'enquêteurs et de groupements régionaux. La « vague de 1974 » en France et l'écho qu'elle rencontre dans la grande presse et à la radio (France Inter), ouvrent de nouvelles perspectives à LDLN, à l'époque une des trois publications spécialisées dans ce domaine. Elle voit le nombre de ses abonnés grimper en flèche, atteignant jusqu'à 4750 abonnés en 1980. 
À partir de 1978, Veillith commence à recevoir pour publication des articles mettant en avant ce qu'on appelle l'hypothèse sociopsychologique ou HSP comme explication des témoignages de personnes ayant vu des ovnis : les témoins seraient mythomanes ou victimes d'erreurs de perception ou encore incapables d'identifier des objets banals. C'est la période des « nouveaux ufologues », dénomination que se donnent les tenants de l'HSP. En plus de créer une scission permanente dans le milieu ovnilogique, cette évolution provoque la chute des abonnements, ramenés à environ 1450 en 1988.

### De 1988 à 2014 (Joël Mesnard)
En 1988, après trente années passées à faire vivre la revue, Raymond Veillith décide de prendre sa retraite. En septembre, Joël Mesnard (1943-2022), un ancien professeur de mathématiques devenu journaliste à Aviation magazine, lui rachète Lumières dans La nuit (qui est non pas une association à but non lucratif, mais une société commerciale, domiciliée à Chambon-sur-Lignon où résidait Veillith). Venu à l'ufologie en 1966 et ayant travaillé comme enquêteur pour le Groupe d'étude des phénomènes aériens ou GEPA, Mesnard dirige la revue depuis Brétigny-sur-Orge dans l'Essonne puis Saint-Julien-l'Ars dans la Vienne : nombre d'associations et d'auteurs ufologues (notamment Gildas Bourdais et Jean Sider) se chargent des écrits. Mesnard écrit aussi quelques articles. 
À partir du 1er octobre 2014, Mesnard cesse de s'occuper de LDLN[réf. souhaitée].

### Après 2014
D'octobre 2014 à 2016, la revue est dirigée par Sylvie et Laurent Boulanger et elle est publiée à Sainte-Croix (Saône-et-Loire). Le 13 octobre 2016, la revue est mise en liquidation judiciaire par M. Jean-Jacques Deslorieux, mandataire judiciaire. En novembre 2016, elle est reprise par Jean-Louis Lagneau et republiée à Fontenay-Trésigny (Seine-et-Marne), sous le titre provisoire de Lumières Diurnes Lumières Nocturnes (LDLN). Depuis le 1er juillet 2017, le titre Lumières Dans La Nuit est de nouveau repris par la revue.

## Accueil critique
À la fin des années 1970, Lumières dans la Nuit est considérée comme « la principale revue spécialisée française » sur la question des ovnis. À la suite de la vague d'observations d'ovnis du 5 novembre 1990, considérée officiellement comme étant due à la rentrée atmosphérique du 3e étage de la fusée soviétique Proton, Joël Mesnard développe dans LDLN sa théorie du « parasitage des rentrées atmosphériques de fusées et de satellites » par des ovnis. Cette théorie est critiquée en 1990 par l'ufologue Robert Alessandri dans l'ouvrage OVNI. Lueurs sceptiques, où il fait remarquer qu'« il n'y a malheureusement pas de diplôme d'enquêteur en ufologie, et [que] les enquêtes dans LDLN sont faites par à peu près n'importe quel lecteur de bonne volonté, mais pas forcément formé ni habitué au recueil de témoignages. »